# Mount Bigelow (Arizona)
Mount Bigelow ist ein Berg in den Santa Catalina Mountains im US-Bundesstaat Arizona. Er beherbergt die als Catalina Station bezeichnete astronomische Beobachtungsstation des Steward Observatory der University of Arizona. Das dortige 154-cm-(61 in.)-Kuiper-Teleskop wird von den Studenten des Astronomy Camp genutzt.